# Jajna stanica
Jajna stanica predstavlja žensku gametu u procesu oogeneze kod žena i životinja i megagametogeneze kod viših biljaka. Zrela jajna stanica je relativno velika u odnosu na prosječne stanice životinja. 
Veoma velika jaja imaju ptice, gmazovi, a i neki morski psi. 

## Vrste jajnih stanica
Prema količini i rasporedu žutanjaka, koje predstavlja hranu za embrija, razlikuju se tri osnovna tipa jajnih stanica: 
- oligolecitne,
- telolecitne i
- centrolecitne.

- Oligolecitne (oligos= malo; lekhitos = žutanjak) jajne stanice imaju malu količinu žutanjka koji je ravnomjerno raspoređen po citoplazmi.

- Telolecitne (telos = kraj) imaju neravnomjerno raspoređene žutanjke, tako da se na njima razlikuju dva pola:
- animalni, na kome je više citoplazme i gdje se nalazi jezgra, i
- vegetativni na kome je više žutanjka.

Razlikuju se dva tipa ovih stanica: 
- umjereno telolecitne i
- izrazito telolecitne.